# Vasind
Vasind är en ort i Indien.   Den ligger i distriktet Thane och delstaten Maharashtra, i den västra delen av landet, 1 100 km söder om huvudstaden New Delhi. Vasind ligger 37 meter över havet och antalet invånare är 16 970.
Terrängen runt Vasind är platt åt sydost, men åt nordväst är den kuperad. Terrängen runt Vasind sluttar söderut. Runt Vasind är det mycket tätbefolkat, med 1 135 invånare per kvadratkilometer. Vasind är det största samhället i trakten. I omgivningarna runt Vasind växer huvudsakligen savannskog.